# Operació retòrica
Les operacions retòriques són les diferents maneres en què hom pot actuar sobre el llenguatge per crear recursos literaris. Aquestes operacions, descrites ja als tractats romans, es poden resumir en addició, supressió, transposició i substitució. El grup µ als anys 70 les va dividir en operacions substancials (s'afegeixen o es treuen elements) o relacionals (es juga amb els elements ja existents al discurs).

## Addició
Les figures estilístiques basades en l'addició introdueixen un element que combina amb els ja presents. Pot tractar-se d'una repetició exacta (com l'abundància de nexes en la polisíndeton o l'anàfora inicial dels versos), una amplificació dient amb paraules similars el mateix per donar-li més èmfasi (com en les gradacions o els sinònims) o una exemplificació (com en una comparació).

## Supressió
En la supressió s'elimina o elideix un element que es pot inferir per part del receptor. Pot afectar, com les altres operacions retòriques, a qualsevol nivell del llenguatge, des de l'afèresi en un mot fins a l'elipsi de tot un sintagma. Els punts suspensius són l'equivalent des dels signes de puntuació.

## Transposició
L'operació de la transposició consisteix a canviar l'ordre natural dels elements del discurs per accentuar la seva distància respecte al llenguatge ordinari, essent la hipèrbaton el recurs més usual dins d'aquest tipus.

## Substitució
Aquests recursos retòrics es basen a canviar un element per un altre, com a l'antonomàsia, fent operacions de paràfrasi de manera que es mantingui el mateix referent (la identitat d'allò que es parla és la mateixa) però canviï la forma de referir-s'hi. Pot buscar la bellesa, evitar la repetició, l'exageració o respondre a motius culturals (com l'eufemisme o els mecanismes de burla de la censura). La figura d'estil més freqüent, la metàfora, s'encabeix dins les operacions de substitució.